# 大泽站 (两江道)
大澤站（韓語：대택역）是朝鮮民主主義人民共和國两江道白岩郡大澤勞動者區的一個鐵路車站，属于白茂线。

## 邻近车站
白茂线
白岩青年站 - 大澤站 - 北溪水站